# Malattia da virus Zika
La malattia da virus Zika, o febbre zika, è una malattia infettiva virale causata dal virus Zika, trasmesso tramite punture di artropodi (zanzare), pur essendo possibile un contagio diretto attraverso emoderivati o per via sessuale, a causa della presenza di virioni nel liquido seminale degli infetti.
Non esistendo una terapia eziologica che debelli l'infezione, il trattamento si concentra essenzialmente su come alleviare i sintomi, e prevenire l'ulteriore contagio.
La prevenzione e il controllo si basano sulla riduzione dello sviluppo di zanzare del genere Aedes e riducendo al minimo il contatto tra le zanzare vettori e le persone, per mezzo di barriere (repellenti, zanzariere), riducendo i ristagni d'acqua che sostengono lo sviluppo delle pupe e delle larve di zanzara e abbattendo, con disinfestazioni, la popolazione di zanzare adulte nelle comunità a rischio.

## Epidemiologia e storia

Mappa della diffusione mondiale dell'epidemia al dicembre 2015.

La prima epidemia nota da virus Zika fuori dall'Africa è stata nel 2007 nell'isola di Yap, nella Micronesia.
Il virus Zika è stato trovato nel 2015 anche in Colombia, Suriname, El Salvador, Guatemala, Capo Verde, Figi, Vanuatu, Samoa, Nuova Caledonia, isole Salomone, Indonesia, Messico e Brasile. Nel 2015 in Brasile la prevalenza di nuovi casi fu stimata fra i 440 000 e 1 300 000, mentre casi autoctoni furono registrati in Colombia, El Salvador, Guatemala, Messico, Paraguay, Porto Rico e Venezuela. Inoltre, sempre in Brasile, nel 2015 si sono registrati nei neonati ben 3 500 casi di microcefalia, a fronte dei precedenti 150 casi/anno.
In viaggiatori statunitensi sani di ritorno da paesi dove il virus è endemico, fu riscontrata una positività sierologica agli anticorpi specifici.
Il New York Times del 17 gennaio 2016 riportò del primo caso USA di microcefalia in un neonato, nato sull'isola di Oahu alle Hawaii, la cui madre aveva soggiornato in Brasile per alcuni mesi durante la gravidanza. Il 27 gennaio 2016 è stato confermato il primo caso di Zika in Argentina. Il 4 febbraio 2016 In Spagna fu segnalato il primo caso in Europa di donna incinta contagiata dal virus Zika. Al 6 febbraio 2016 furnono segnalati in Italia 9 casi di infezione da virus Zika. Venne segnalato il 9 febbraio 2016 il primo caso di malattia da Zika virus in Cina.

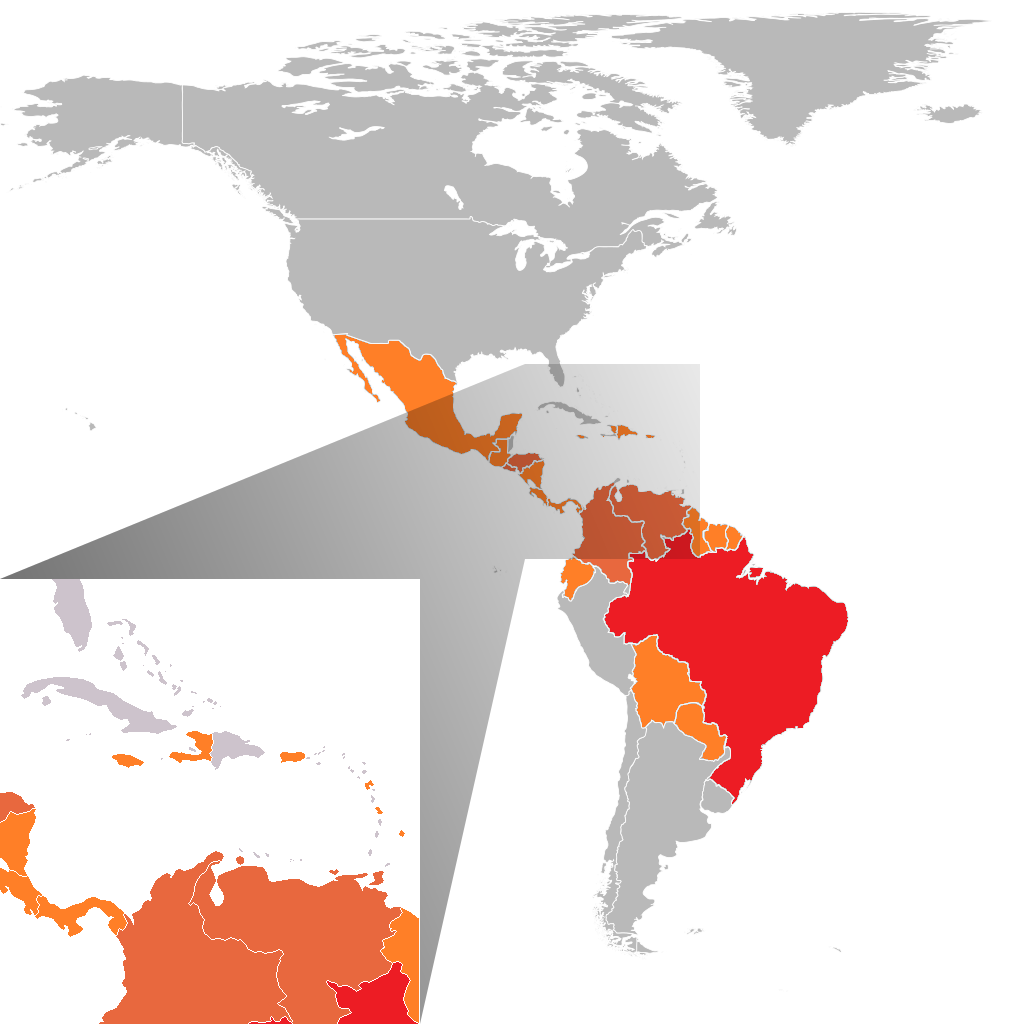
Situazione dell'infezione in America meridionale al febbraio 2016.

Nel febbraio 2016 l'Organizzazione Mondiale della Sanità dichiarò che l'epidemia da Zika virus è un'emergenza di sanità pubblica di portata internazionale (Public Health Emergency of International Concern, PHEIC); ciò a pochi mesi dall'inizio delle Olimpiadi del 2016 che si sarebbero svolte ad agosto in Brasile.

## Eziologia
Il virus Zika (ZIKV) è un virus a RNA della famiglia Flaviviridae, genere Flavivirus, gruppo Spondweni, isolato per la prima volta nel 1947 da un primate nella Foresta Zika, in Uganda, una riserva naturale vicino a Entebbe.
Le vie di trasmissione note sono:
- perinatale[15]
- urine
- sperma[16][17][18][19]
- latte materno
- materno-fetale[20]

Viene segnalata la possibilità di una trasmissione del virus con la saliva in caso di bacio, però, secondo gli esperti infettivologi dell'ospedale Spallanzani, questa via è molto remota per la scarsa carica virale nella saliva.

## Patogenesi
Il virus è trasmesso da numerose zanzare del genere Aedes, negli ambienti equatoriali soprattutto da Aedes aegypti. Studi sui vettori implicati nella trasmissione del virus hanno permesso di isolare il virus Zika anche in alcune popolazioni di Aedes albopictus (zanzara tigre) provenienti dal Gabon.
Si ipotizza che l'infezione incominci dalle cellule dendritiche vicine al sito di inoculo, seguito da uno sviluppo nei linfonodi satelliti e quindi attraverso il flusso sanguigno. In genere, i flavivirus si replicano nel citoplasma, ma l'antigene del virus Zika è stato trovato anche nei nuclei di cellule infette.
Il periodo di incubazione della malattia dopo la puntura con il vettore è di circa 10 giorni.

### Complicanze
I meccanismi con cui si esplicano le complicanze cliniche dell'infezione da Zika sembrano essere da imputare a una duplicazione/amplificazione dei centrosomi delle cellule nervose. Ciò provoca nei topi una ritardata mitosi, aumento dell'apoptosi, neurali con disorientamento delle cellule staminali, prematura differenziazione neuronale e riduzione del numero delle cellule progenitrici, tutti meccanismi che ben spiegano i casi di microcefalia.

#### Microcefalia

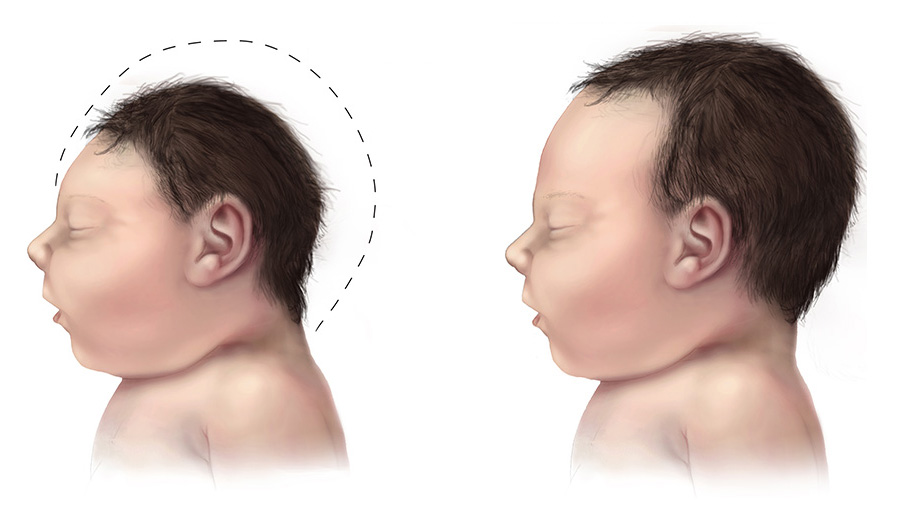
Confronto di un cranio normale con uno microcefalico.

L'infezione da questo virus nelle donne gravide si ritiene che possa determinare nel nascituro casi di microcefalia e di malformazioni fetali. Nel 2015, nel nord del Brasile vi è stato un incremento molto importante dei casi di microcefalia, la cui causa sembra essere in stretta relazione con l'infezione da Zika virus nelle donne incinte, anche asintomatica.
Il Center for Disease Control and Prevention di Atlanta, negli USA, nel gennaio 2016 ha emanato un'allerta di livello 2 che riguarda le donne gravide o a rischio di gravidanza affinché, se possibile, evitino di recarsi nei paesi a rischio (Brasile, Colombia, El Salvador, Guyana francese, Guatemala, Haiti, Honduras, Martinica, Messico, Panama, Paraguay, Porto Rico, Repubblica Dominicana, Suriname e Venezuela) o osservino adeguate precauzioni.
All'esame autoptico di un feto di 29 settimane, abortito da una donna affetta da febbre Zika nel primo trimestre di gravidanza, si è osservato che presentava: «agiria quasi completa (mancanza delle circonvoluzioni cerebrali), idrocefalo, e calcificazioni distrofiche multifocali nella corteccia e sostanza bianca sottocorticale, con spostamento corticale associata e mite infiammazione focale.» Il virus Zika è stato trovato nel tessuto cerebrale fetale ed è stato possibile studiarne e avere il genoma completo dello stesso. Con questo lavoro si conferma la relazione tra il virus Zika e la microcefalia nella gravidanza.

#### Sindrome di Guillain-Barré
Esiste una correlazione tra l'infezione con lo Zika-virus e la sindrome di Guillain-Barré. Sono stati diagnosticati 74 casi di questa malattia in soggetti già colpiti dall'infezione nella Polinesia Francese. Il 6 febbraio 2016 sono stati confermati tre decessi dovuti a questa grave sindrome in soggetti con pregressa infezione da virus Zika.
Ricerche hanno dimostrato che 2,4 pazienti ogni 10 000 affetti dal virus Zika va incontro alla sindrome di Guillain-Barré dopo pochi giorni dall'infezione, con una frequenza di circa 20 volte maggiore rispetto ai casi attesi; di questi il 3-5% va incontro a complicanze mortali. Ciò è fonte di gravi preoccupazioni per i sistemi sanitari e le popolazioni dei paesi colpiti dall'epidemia di virus Zika.

#### Altre complicanze neurologiche
Un report dal Centro Europeo per la prevenzione delle Malattie e Controllo (ECDC) indica che oltre a un aumento del numero di casi di sindrome di Guillain-Barré, possa esserci anche un significativo aumento dei casi di encefalite, meningoencefalite, paralisi facciale, e mieliti.
Nel febbraio 2016 un case report brasiliano metteva in possibile correlazione un'uveite ipertensiva con l'infezione da Zika. Altri ricercatori brasiliani hanno riscontrato importanti malformazioni del nervo ottico e della macula in neonati affetti da microcefalia post-Zika.

## Clinica

### Segni e sintomi

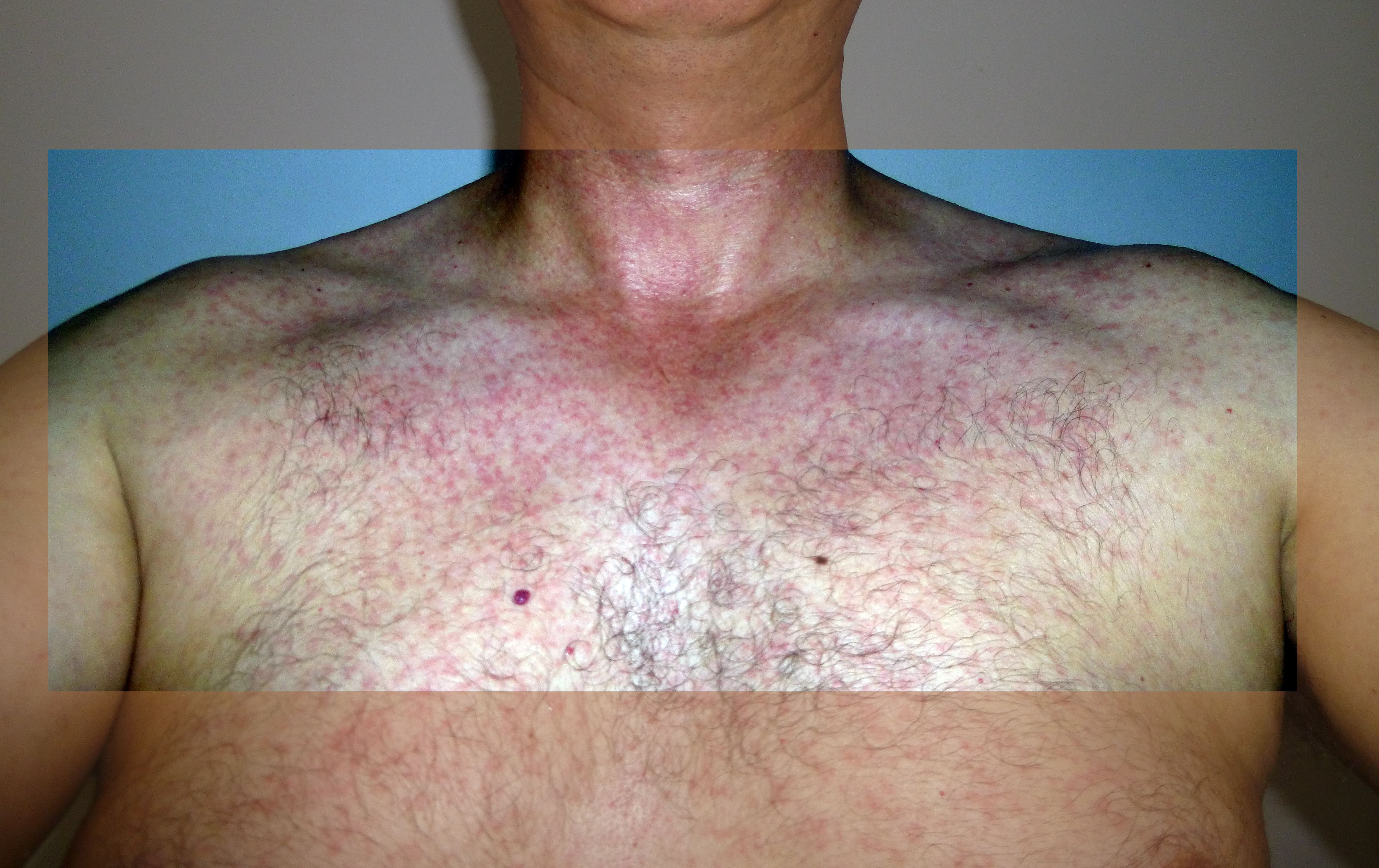
Esantema in un paziente affetto da infezione da Zika virus.

L'infezione virale da virus Zika è in genere mite, con sintomi che durano solo pochi giorni.
La malattia provocata da questo virus è asintomatica nel 25% dei casi (secondo il CDC l'80% delle persone infettate con il virus è asintomatico), oppure determina una sintomatologia lieve, come nella Dengue, con cui può essere confusa. In tal caso i sintomi possono essere febbre lieve, eruzione cutanea (esantema), congiuntivite e cefalea.

### Esami di laboratorio e strumentali
Il test diagnostico per il virus Zika è la reazione a catena della DNA polimerasi - trascrizione inversa (RT-PCR) su siero.
Gli IgM (anticorpi neutralizzanti) si sviluppano, in genere, verso la fine della prima settimana di malattia; essi sono in cross-reazione con i flavivirus correlati (ad esempio, dengue e febbre gialla). Al fine di perfezionare la diagnosi, sono stati introdotti test specifici in grado di distinguere lo Zika dagli altri Flavivirus.

### Diagnosi differenziale
La diagnosi differenziale va posta con le seguenti infezioni: dengue, leptospirosi, malaria, rickettsiosi, streptococco di gruppo A, rosolia, morbillo, parvovirus, enterovirus, adenovirus, alphavirus (Chikungunya, Mayaro virus, Ross River virus, Barmah Forest virus, O'nyong-Nyong virus e Sindbis virus).

### Diagnosi precoce
Esami sierologici, o RT-PCR, in donne che sono ritornate da soggiorni in aree endemiche per la febbre Zika.

## Trattamento
Non esistendo nessun trattamento antivirale specifico, la terapia si basa essenzialmente sul riposo, liquidi e l'uso di antipiretici al bisogno.
A causa della somiglianza sintomatologica, e sino a precisa individuazione dell'agente infettivo, è opportuno considerare i pazienti con sospetta Zika al pari di casi di sospetta dengue o chikungunya. Per tale motivo, può essere sconsigliabile l'assunzione di aspirina o altri farmaci anti-infiammatori non steroidei (FANS), per ridurre il rischio di emorragie, come nella dengue.
Le Autorità ritengono che questo virus possa avere un certo impatto anche nella medicina trasfusionale. L'European Centre for Disease Prevention and Control impone di posticipare di 28 giorni la donazione di sangue a soggetti che hanno avuto possibili sintomi della malattia, e di 14 giorni quanti sono rientrati da paesi a rischio.

## Prevenzione
Tutti i malati di Zika, o sospetti tali, vanno anche subito adeguatamente isolati dal possibile contatto con zanzare, al fine di ridurre il rischio di trasmissione locale.
Evitare, quando possibile, viaggi nelle aree epidemiche, anche per le donne in gravidanza o rischio di gravidanza durante il soggiorno all'estero.
Metodi aggressivi di prevenzione nei confronti dei vettori (zanzare), tra questi i repellenti a base di DEET, picaridin e IR3535 sono ritenuti sicuri anche in gravidanza.
L'OMS, in attesa che venga approntato un vaccino, suggerisce di ricorrere all'aborto terapeutico ai governi dei paesi coinvolti dall'epidemia, tutto ciò per scongiurare una possibile crescita esplosiva dei casi di microcefalia nei nascituri di gestanti contagiate.